# جوخه انتحار (فیلم ۲۰۱۶)
جوخه انتحار (به انگلیسی: Suicide Squad) فیلم ابرقهرمانی بر پایه گروهی ضد قهرمان به همین نام در کمیک‌بوک‌های شرکت دی‌سی کامیکس است که سومین فیلم در دنیای سینمایی مشترک دی‌سی کامیکس محسوب می‌شود. دیوید آیر نویسندگی و کارگردانی آن را بر عهده دارد و ویل اسمیت، جرد لتو، مارگو رابی، یوئل کینامان، وایولا دیویس، جای کورتنی، جی هرناندس، کارن فوکوهارا، آدواله آکینویه آگباجه، اسکات ایستوود و کارا دلوین بازیگران این فیلم هستند.
تا سپتامبر ۲۰۰۹ فیلم جوخه انتحار در حال آماده‌سازی در وارنر برادرز بود. آیر در سپتامبر ۲۰۱۴ برای کارگردانی و نویسندگی فیلم استخدام شد و انتخاب بازیگران آغاز شد. فیلمبرداری در ۱۳ آوریل ۲۰۱۵ در تورنتوی کانادا آغاز شد و در اوت همان سال به پایان رسید.
اگرچه فیلم جوخه خودکشی نقدهای منفی از منتقدان دریافت کرد ولی با فروش ۷۴۶ میلیون دلاری توانست موفق‌ترین فیلم استودیوی وارنر در سال ۲۰۱۶ لقب گیرد.
همچنین این فیلم در مراسم اسکار ۲۰۱۷ برنده جایزه بهترین چهره پردازی (گریم) شد.
نخستین نمایش جوخه انتحار در تاریخ ۱ اوت ۲۰۱۶ و در شهر نیویورک بود و سپس در ۵ اوت ۲۰۱۶ به صورت گسترده در سینماها اکران شد.

## داستان
پس از مرگ سوپرمن، مأمور اطلاعات، آماندا والر تیمی از جنایتکاران خطرناک تشکیل می‌دهد: هارلی کویین دیوانه، قاتل نخبه ددشات، گنگستر سابق ال دیابلو، دزد فرصت طلب کاپیتان بومرنگ، کانیبال کیلر کراک هیولا و متخصص مزدور اسلیپ‌نات. او آن‌ها را در بازداشتگاه بل رو تحت فرمان سرهنگ ریک فلگ مستقر می‌کند تا در مأموریت‌های پرخطر آمریکا مورد استفاده قرار گیرند. هر عضو بمب کوچکی در گردن دارد تا درصورت شورش یا تلاش برای فرار، منفجر شود.
یکی از سربازان والر، معشوقهٔ فلگ به نام دکتر جون مون می‌باشد که بعد از لمس یک بت نفرین شده، توسط ساحره‌ای به نام «افسونگر» تسخیر شده‌است. ساحره سریعاً همه را تحریک می‌کند و تصمیم می‌گیرد انسان‌ها را نابود کند. او با ارتشی از هیولاها میدوی سیتی را محاصره می‌کند، سلاح می‌سازد و برادرش را به یاری می‌طلبد. پس والر جوخه را مسئول استخراج نشانی معروف از میدوی می‌کند. اما جوخه به این نتیجه می‌رسد که شهر تحت حمله تروریستی قرار گرفته‌است.
با حرکت آن‌ها، کاتانا با شمشیری رمزی و در نقش محافظ فلگ به آن‌ها می‌پیوندد. معشوق هارلی به نام جوکر، متوجه وضع نامساعد وی می‌شود و گریگز (یکی از افراد والر) را شکنجه می‌دهد تا محل بمب‌های نانو را پیدا کند. او با اخاذی از یکی از دانشمندان درگیر این برنامه، موفق به خنثی سازی بمب هارلی می‌شود. در طی کار، هلیکوپترشان مورد اصابت گلوله قرار می‌گیرد و مجبور می‌شوند پای پیاده راه را طی کنند. در راه، بومرنگ اسلیپ‌نات را قانع می‌کند که بمب‌ها حیله‌ای بیش نیستند. اسلیپ‌نات سعی می‌کند فرار کند و کشته می‌شود. در همین زمان، کارگران ساحره به تیم حمله می‌کنند ولی موفق می‌شوند به محلی امن برسند. در این لحظه متوجه می‌شوند که نشان، خود والر است که می‌خواهد روی مشارکت‌هایش سرپوش بگذارد.
جوخه برای استخراج، والر را به پشت بام می‌برند اما جوکر و افرادش هلیکوپتر را می‌دزدند و به روی جوخه آتش می‌گشایند. در هر حال، افراد والر به هلیکوپتر شلیک می‌کنند، هارلی بیرون می‌پرد و بنظر جوکر در انفجار ازبین می‌رود. کارگردان ساحره از مکان والر آگاه می‌شوند و او را می‌دزدند. جوخه در یک ایستگاه متروی شلوغ، والر و ساحره را پیدا می‌کنند. گروهی از یگان ویژه نیروی دریایی به رهبری ستوان جی‌کیو ادواردز و کیلر راک در زیر آب بمبی کار می‌گذارند و جوخه با ساحره و نیروهایش می‌جنگند. ال دیابلو با توانایی‌هایش موفق می‌شود بمب در حال انفجار را زیر آب نگه دارد و همراه با ادواردز می‌میرد.
اعضای جوخه باهم با ساحره مبارزه می‌کنند اما نهایتاً شکست می‌خورند. ساحره در ازای قبول خواسته‌هایشان، وفاداریشان را طلب می‌کند. هارلی به ظاهر علاقه نشان می‌دهد و بقدر کافی نزدیک می‌شود تا قلب ساحره را بیرون آورد. در همین موقع، کیلر کراک مواد منفجره وارد سلاح می‌کند و ددشات شلیک می‌کند و سلاح نابود می‌شود. فلگ قلب ساحره را خرد کرده و با کشتن ساحره، جون را آزاد می‌کند. سپس اعضا به بل رو برمی گردند و ده سال از مجازات آن‌ها کم شده و صاحب مزایای ویژه‌ای شده‌اند. کمی بعد، جوکر که از انفجار جان سالم بدر برده، برای نجات هارلی می‌رسد.
در صحنه نهایی، والر با بروس وین ملاقات می‌کند. بروس می‌پذیرد از او در مقابل دولت محافظت کند؛ اما در عوض می‌خواهد به فایل‌های دولتی در رابطه با انجمن توسعه انسان‌های برتر دسترسی داشته باشد.

## بازیگران

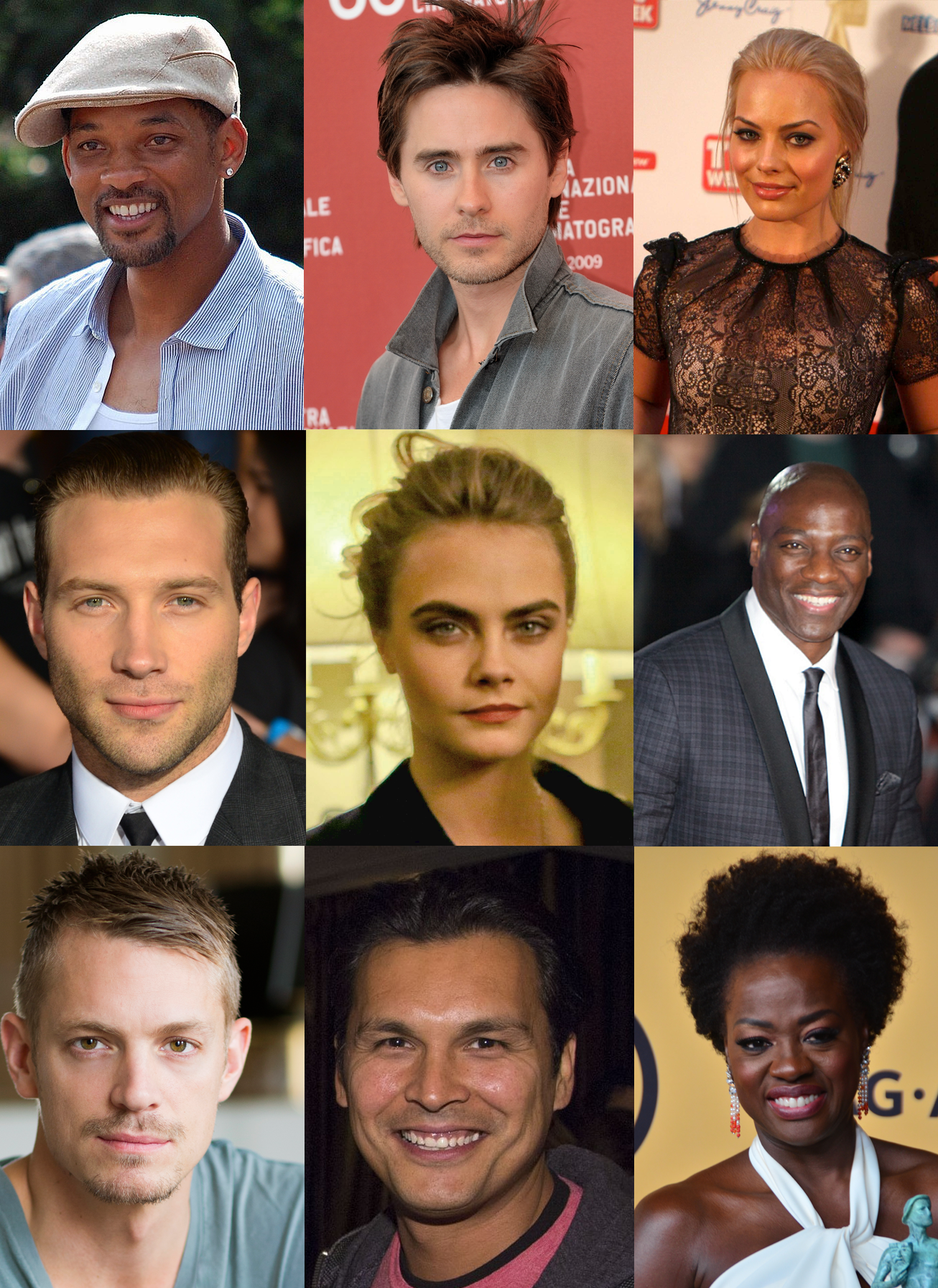
بازیگران فیلم جوخه انتحار ۲۰۱۶

- ویل اسمیت در نقش فلوید لاوتون / ددشات: آدم‌کش و تک‌تیرانداز حرفه‌ای
- جرد لتو در نقش پودینگ: یکی از ارباب‌های جنایتکار روان‌آزار و دشمن دیرینه بتمن.
- مارگو رابی در نقش دکتر هارلین کوینزل / هارلی کوئین: ابرشرور دیوانه و روانکاو سابق در تیمارستان آرکهام.
- یوئل کینامان در نقش ریک فلگ: افسر ارتش و رهبر گروه ویژه ایکس.
- وایولا دیویس در نقش آماندا والر: یک مقام دولتی که دستورهای جوخه را صادر می‌کند
- جای کورتنی در نقش جرج دیگر هارکنس / کاپیتان بومرنگ: آدم‌کشی که از بومرنگ برای اهدافش استفاده می‌کند.
- کارا دلوین در نقش جون مون / افسونگر: یک باستان‌شناس که توسط یک نیروی شیطانی باستانی تسخیر شده‌است و او را در زمان احضار تبدیل به ساحره‌ای قدرتمند می‌کند.
- آدواله آکینویه آگباجه در نقش ویلن جونز /کیلر کراک: یک ابرشرور آدم‌خوار که پوستی شبیه خزندگان دارد
- کارن فوکوهارا در نقش تاتسو یاماشیرو / کاتانا یکی از اعضای داوطلب گروه ویژه ایکس که نقش بادیگارد ریک فلگ را نیز ایفا می‌کند
- جی هرناندس در نقش چاتو سامانتا / ال دیابلو
- آدام بیچ در نقش کریستوفر ویس / اسلیپ‌نات
- اسکات ایستوود در نقش ستوان جی‌کیو ادواردز
- آیک بارینهولتز در نقش گریگز
- بن افلک در نقش بروس وین / بتمن (نام در تیتراژ ذکر نشد)
- ازرا میلر در نقش بری آلن / فلش حضور تک‌جلوه